# Eunidia endroedyi
Eunidia endroedyi là một loài bọ cánh cứng trong họ Cerambycidae.